# W Orionis
W Orionis (W Ori) es una estrella variable en la constelación de Orión.
Su magnitud aparente puede llegar a +5,88 cuando alcanza su máximo brillo. Se encuentra a unos 410 pársecs (1340 años luz) de distancia del sistema solar.
W Orionis es una estrella de carbono, una de las pocas observables a simple vista, catalogada como de tipo espectral CV5 o C6II. A diferencia de la mayor parte de las estrellas, en las estrellas de carbono este elemento es más abundante que el oxígeno y forma compuestos que absorben la luz azul, por lo que estas estrellas son las más rojas que se pueden observar.
Para W Orionis, la relación C/O es igual a 1,16.
W Orionis tiene una temperatura efectiva de sólo 2625 K.
Es una estrella de gran tamaño, con un radio comprendido entre 1 UA —valor obtenido a partir de la medida de su diámetro angular— y 2 UA, en cualquier caso al menos 215 veces más grande que el radio solar. Es una estrella variable pulsante, en donde, además de variar la luminosidad, cambia el tamaño y la temperatura de la estrella. Es una variable semirregular con un período aproximado de 212 días, si bien se ha observado una variación en el brillo medio a lo largo de un período más largo de 6,7 años.
En los estadios finales de su evolución, W Orionis pierde masa a un ritmo de diez millonésimas de la masa solar cada año, y dentro de poco se desprenderá de sus capas exteriores para convertirse en una enana blanca.